# Mary Newsletter
I Mary Newsletter nascono nel 1992.
Inizialmente il loro sound si avvicina alla tradizione del rock progressivo italiano, con sonorità vicine agli Osanna, ma durante il corso della loro carriera il loro stile musicale si sposta verso la musica elettronica e la psichedelia e negli ultimi album sono ben evidenti influenze di gruppi quali Radiohead e Massive Attack.
I Mary Newsletter hanno all'attivito quattro dischi in studio, di cui uno autoprodotto e tre pubblicati dalla Mellow Records. Inoltre partecipano ai tre tributi realizzati dalla Mellow Records dedicati al rock progressivo italiano, a Emerson, Lake & Palmer e alla scena di Canterbury.
I Mary Newsletter hanno avuto un buon successo di critica e pubblico nell'ambito del progressive e sono stati spesso considerati come uno dei gruppi più originali della scena progressive italiana degli anni 90.
Questa considerazione gli ha permesso di essere invitati all'edizione 2000 del festival americano ProgDay.

## Formazione
- Mario Valentino Bramè - voce, batteria (1992-2005)
- Massimiliano Galbani - voce, chitarra (1992-2000)
- Marco Gusberti - pianoforte, tastiera (1992-2004)
- Massimo Necchi - basso, laptop (1992-2005)
- Marco Olivotto - pianoforte, tastiera (2004)
- Andrea Piccolini - voce (2004-2005)
- Davide Pisi - chitarra (1992-2005)
- Gabriele Scarparo - pianoforte, tastiera (2004-2005)

## Discografia
| Anno | Titolo               | Etichetta      |
| 1995 | Nuove Lettere        | Autoprodotto   |
| 1998 | Distratto dal sole   | Mellow Records |
| 2000 | Del perduto coraggio | Mellow Records |
| 2004 | L'attenzione debole  | Mellow Records |